# Ruggero Deodato
Ruggero Deodato (Potenza, 7 de maio de 1939 – 29 de dezembro de 2022) foi um diretor e roteirista italiano. Que ganhou notoriedade no ramo cinematográfico pelos seus filmes gráficos e violentos.

## Biografia
Deodato nasceu na cidade de Potenza, Itália, ficou conhecido por dirigir filmes de terror mórbidos e sangrentos. Deodato é muitas vezes lembrado pela sua direção no filme Cannibal Holocaust, acusado pelas autoridades italianas de ser um filme snuff.
Ele cresceu na vizinhança onde os grandes estúdios de cinema de Roma estão localizados. Foi lá que Deodato aprendeu a dirigir com Roberto Rossellini e Sergio Corbucci. Ele ajudou a realizar o filme dirigido por Sergio Corbucci, The Son of Spartacus and Django, como assistente de direção.
Mais tarde, na década de 1960, dirigiu alguns filmes de comédia, musicais e suspense antes de deixar o cinema para fazer comerciais de TV. Seu retorno ao cinema ocorreu em 1976, quando o mesmo começou  a produção de alguns filmes policiais como, Live Like a Cop, Die Like a Man.
Em 1977 ele dirigiu uma aventura na selva chamada Ultimo mondo cannibale, estrelado pela atriz britânica Me Me Lai, com a qual ele reiniciou o gênero cannibal / mondo  começado anos antes pelo  italiano Umberto Lenzi.
No final de 1979 ele retornou ao subgênero canibal com o filme Cannibal Holocaust (No Brasil foi lançado com o nome "Holocausto Canibal") sendo filmado e produzido na floresta amazônica com um orçamento de cerca de cem mil dólares, estreando Robert Kerman, Francesca Ciardi e Carl Gabriel Yorke.
O filme é um documentário ficcional sobre um grupo de documentarias indo para a floresta amazônica com o intuito de registrar e filmar tribos canibais. As cenas posteriores são consideradas extremamente gráficas para um documentário de estilo Mondo Mondo, contendo cenas de tortura, assassinato e canibalismo. Durante a gravação do longa-metragem, muitas pessoas envolvidas em sua produção, incluindo Kerman, abandonaram o filme como forma de protesto contra as mortes reais dos animais durante as filmagens.
Deodato criou uma enorme polêmica na Itália e no Reino Unido após o lançamento do longa-metragem, que foi erroneamente classificado como um filme snuff, devido ao realismo nos efeitos. Sendo o mesmo forçado a revelar os segredos por trás dos efeitos especiais do filme e levar os atores perante uma sessão no tribunal italiano, a fim de provar que eles ainda estavam vivos. Porém, Deodato ainda recebeu uma advertência pelas acusações de tortura a animais em seu filme.
A licença de Deodato como diretor foi temporariamente revogada e ele só conseguiu recuperá-la três anos mais tarde, quando foi autorizado a lançar, em 1980, o suspense La casa sperduta nel parco (House on the Edge of the Park), que foi o mais censurado do nasty videos no Reino Unido por sua violência. O filme Cut and Run é um suspense de aventura na selva, contendo nudez, violência extrema e o aparecimento de Michael Berryman como um louco homem da selva com facões.
Nos anos 1980, ele fez alguns outros filmes do gênero trash/terror, incluindo Phantom of Death, Dial Help and Body Count. Na década de 1990 voltou a dar atenção para filmes de TV e dramas, com algum sucesso. Recentemente, ele fez uma aparição no Hostel: Part II como um canibal se deliciando com a perna da vítima.
Deodato fez diversos filmes e séries de TV, filmes abrangendo gêneros diversos, incluindo filmes de ação, um faroeste, um filme bárbaro e até mesmo filme para a  família chamado Mom I Can Do It.
Deodato tem um filho do seu casamento (1971-1979) com a atriz Silvia Dionisio. Teve relacionamento com Micaela Rocco.
Deodato morreu em 29 de dezembro de 2022, aos 83 anos de idade.

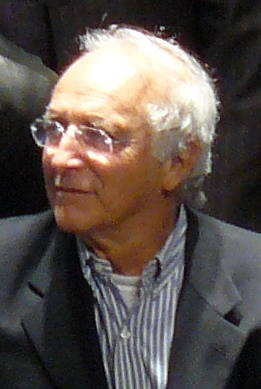
No Fantastic'Arts (Festival international du film fantastique de Gérardmer) de 2008.
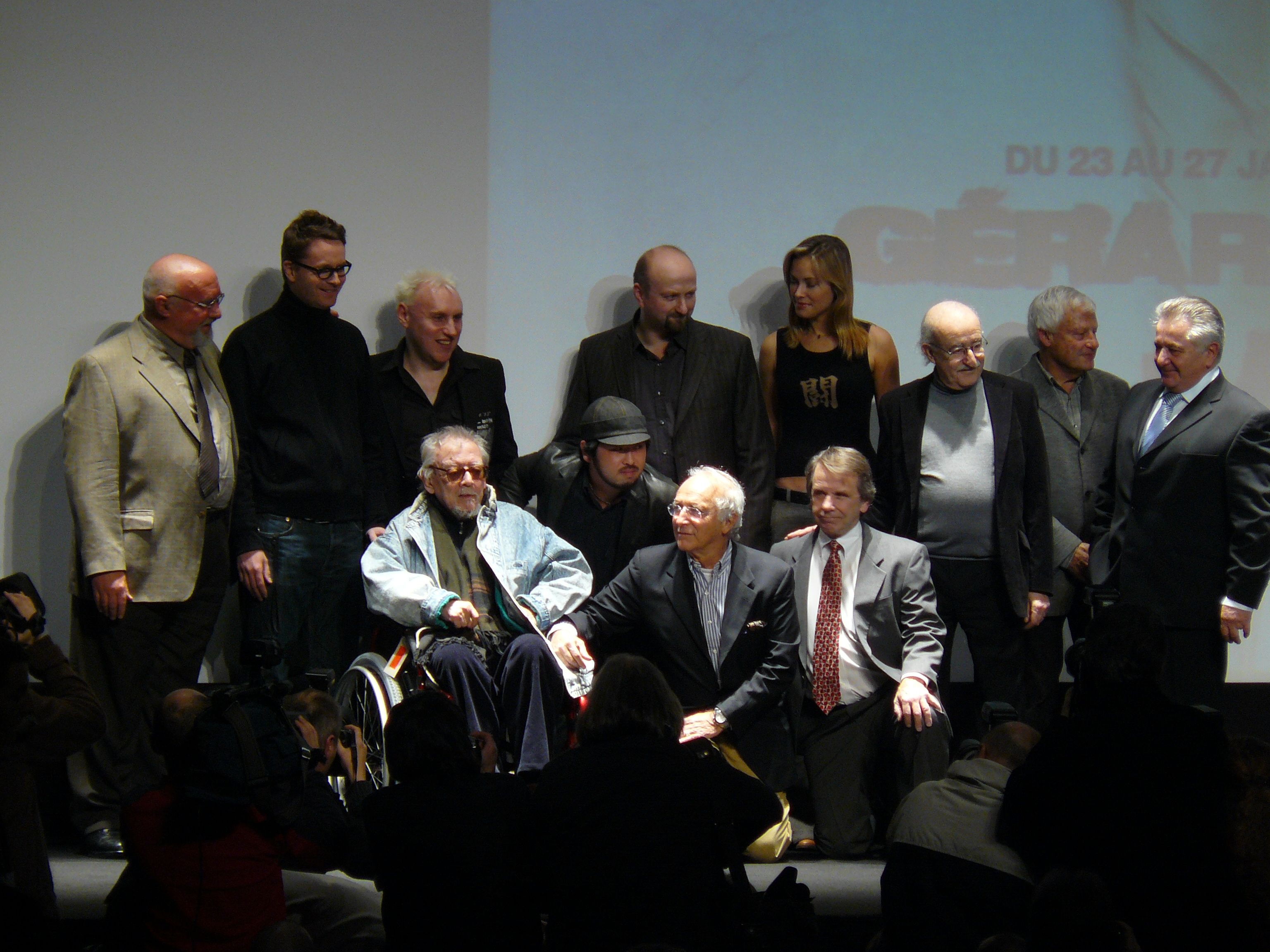
Ruggero Deodato (sentado no centro) com o júri do Fantastic'Arts de 2008.

## Filmografia
- Phenomenal and the Treasure of Tutankhamen (1969)
- Waves of Lust (1975)
- Live Like a Cop, Die Like a Man (1976)
- Jungle Holocaust (1977, conhecido também por Ultimo mondo cannibale ou The Last Cannibal World)
- The Concorde Affaire 79 (1979)
- Cannibal Holocaust (1979)
- The House on the Edge of the Park (1980, também conhecido pelo nome de La casa sperduta nel parco)
- Raiders of Atlantis (1983)
- Cut And Run (1985)
- Body Count (1987; conhecido também por Camping del terrore ou Camping Terror)
- The Barbarians and Company (1987)
- Phantom of Death (1988; conhecido também por Un delitto poco comune ou Off Balance)
- Dial Help (1988; conhecido também por Ragno gelido ou Minaccia d'amore)
- The Washing Machine (1993)